# Tocane-Saint-Apre
Tocane-Saint-Âpre là một xã, nằm ở tỉnh Dordogne vùng Aquitaine của Pháp. Xã này có diện tích 32,35 kilômét vuông, dân số năm 2004 là 1519 người. Xã nằm ở khu vực có độ cao trung bình 85 m trên mực nước biển.

## Hành chính
| Danh sách các xã trưởng                |                  |                |      |                        |
| Giai đoạn                              | Giai đoạn        | Tên            | Đảng | Tư cách                |
| 1981                                   | tháng 8 năm 2007 | Michel Debet   | PS   | Đại biểu Tổng hội đồng |
| tháng 8 năm 2007                       | đương chức       | Gérard Senrent | PS   | hưu trí                |
| Tất cả các dữ liệu trước đây không rõ. |                  |                |      |                        |

## Thông tin nhân khẩu
| Năm | 1962  | 1968  | 1975  | 1982  | 1990  | 1999  | 2004  |
| --- | ----- | ----- | ----- | ----- | ----- | ----- | ----- |
| Dân số | 1 413 | 1 359 | 1 318 | 1 376 | 1 377 | 1 484 | 1 519 |
| From the year 1962 on: No double counting—residents of multiple communes (e.g. students and military personnel) are counted only once. |       |       |       |       |       |       |       |